# 腺毛垂头菊
腺毛垂头菊（学名：Cremanthodium glandulipilosum）为菊科垂头菊属的植物，为中国的特有植物。分布在中国大陆的西藏等地，生长于海拔5,200米至5,300米的地区，一般生于河谷湿地以及碎石山坡，目前尚未由人工引种栽培。